# Музей Миколи Гоголя в Ніжині
Музей Миколи Гоголя — частина музейного комплексу Ніжинського державного університету імені Миколи Гоголя. Музей містить експозицію з рукописів М. В. Гоголя, інших документів та предметів, пов'язаних з життям, навчанням і творчістю письменника.

## Історія музею
Спочатку була створена виставка на вшанування пам'яті М. В. Гоголя у 1902 році до 50-ї річниці від дня його смерті. На виставці були представлені рукописи-автографи самого письменника, оригінальні документи та інші матеріали. Виставка не мала свого приміщення, і експонувалася у приміщенні бібліотеки Історико-філологічного інституту князя Безбородька в Ніжині (НІФІ). Виставка мала обмежений час роботи, при цьому її відвідували учні всіх навчальних закладів Ніжнина в супроводі своїх вчителів, а також значна частина мешканців міста та гостей.
Через кілька років при підготовці до 100-літнього ювілею Миколи Гоголя виникла ідея створення музею. У 1908 році комісія для підготовки ювілейних урочистостей ухвалила заснувати при НІФІ Гоголівський музей. Музей був урочисто відкритий 14 вересня 1909 р. після урочистого засідання НІФІ.

«в окремо відведеній кімнаті бібліотеки Інституту рукописних, архівних і книжкових матеріалів із
відділу „Gogoliana“, які були в Інституті, Історико-Філологічному Товаристві та Гімназії. Рукописи Гоголя й архівні матеріали були розміщені у 2-х вітринах, книги — у шафах, а на стінах були розвішані портрети, картини та фотографічні знімки, які мали відношення до Гоголя і його епохи. У кімнаті були розміщені бюст Гоголя, шафи і штори його часу.»
Через відсутність окремого приміщення, та пов'язані із цим обмеження на відвідування музей був закритий для широкого загалу уже на початку 1910 року. Існували проблеми юридичного характеру пов'язані із внесенням музею до статуту НІФІ, проблеми з музеєфікацією колекцій, проблеми з недостатнім фінансуванням НІФІ у 1909—1910 роках.

Подальший розвиток музей (Гоголівська кімната) отримав на початку 1920-х років з приходом наступного директора інституту І. П. Козловського.
«інститут володіє декількома цінними зібраннями (зібранням рукописів Гоголя й інших рукописів, нумізматичним зібранням і картинною галереєю), які передбачається в майбутньому об'єднати в одну установу.»
Під час святкування 125-річчя з дня заснування інституту її відвідали письменники М. Рильський, П. Тичина, В. Сосюра, А. Малишко. Тоді ж було висловлено побажання перетворити кімнату на музей Гоголя. Це здійснилося в 1964 році. А 7 липня 1967 року Колегія Міністерства культури УРСР присвоїла йому звання Народного музею.
У 1989 році експозиція музею М. Гоголя була докорінно перероблена. Основний напрям роботи визначився поставленою метою — якнайповніше висвітлити життя видатного письменника та його творчість ніжинського періоду, зв'язки з Чернігівщиною.
2002 року у пам'ять про 150 річницю з дня смерті великого письменника було оновлено експозицію.

## Експозиція музею
У музеї знаходяться портрети батька та матері письменника, тут же портрет 12-річного Гоголя, написаний художником Д. Варакутою. Серед інших експонатів: фотокопії портретів викладачів та гімназистів, програм, навчальних планів, сторінок книг обліку успішності, конспекти та підручники гімназистів гоголівських часів.
Особливу цінність становлять книги та фізичні прилади, якими користувалися гімназисти першої половини XIX ст. під час навчання. У залі музею — меблі XIX ст., дзеркало, які свідчать про особливості інтер'єру того часу, письмовий стіл із двома кріслами, туалетний столик, кабінетна шафа, створені в дусі традицій відомого майстра меблів Шарля Артура Буля.

## Галерея

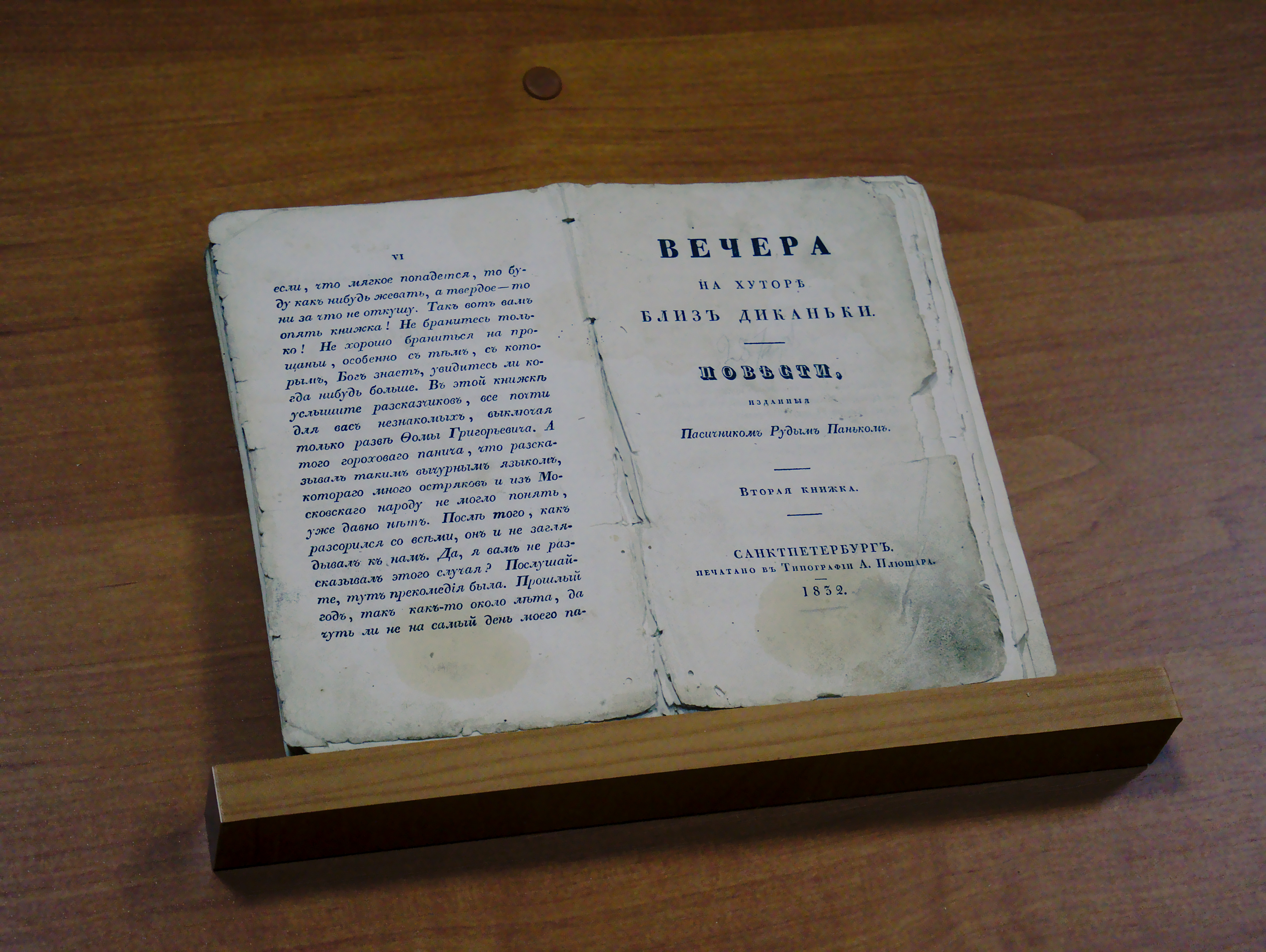
Примірник книги «Вечера на хуторе близ Диканьки»
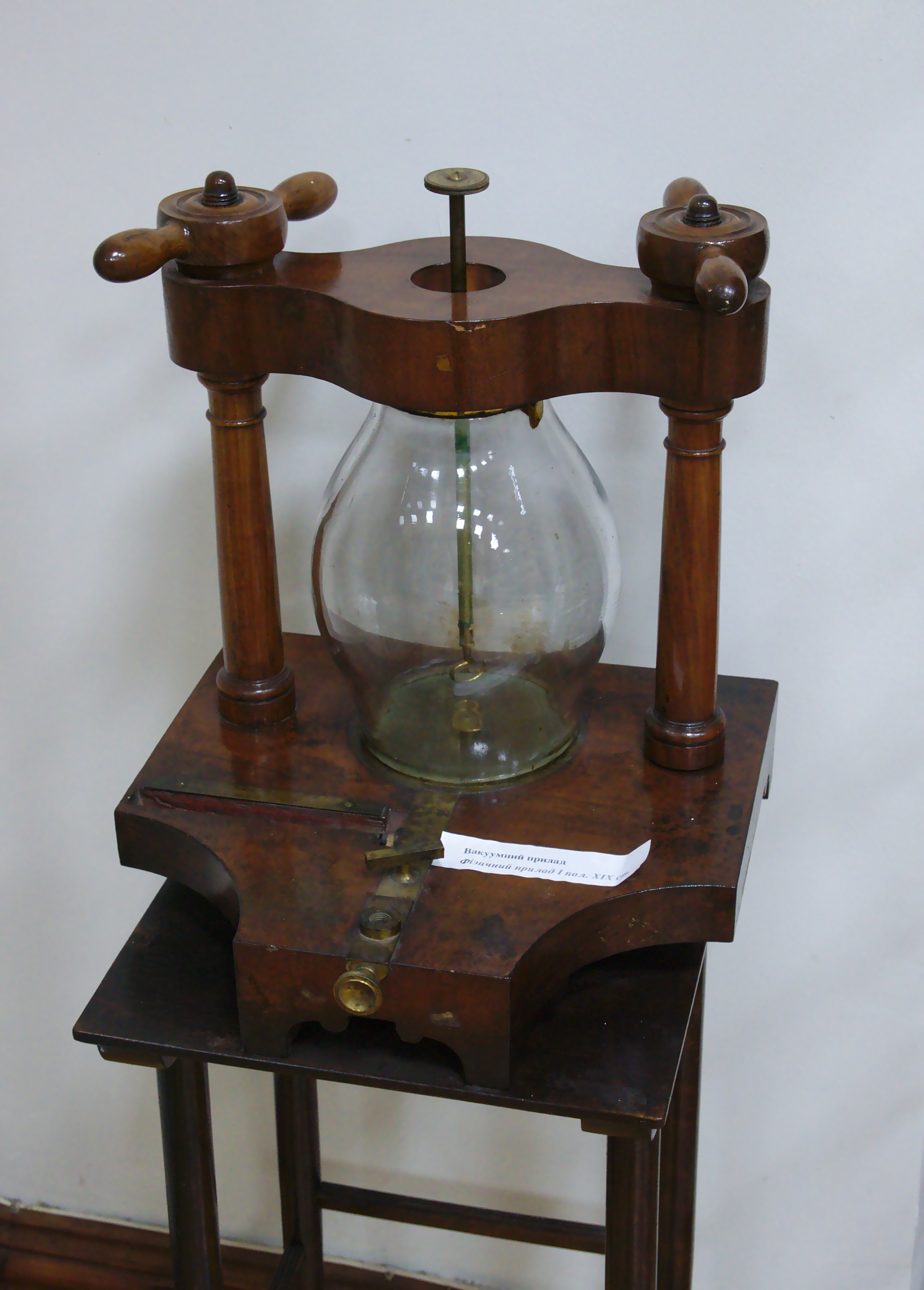
Вакуумний фізичний прилад 1 половини XIX ст
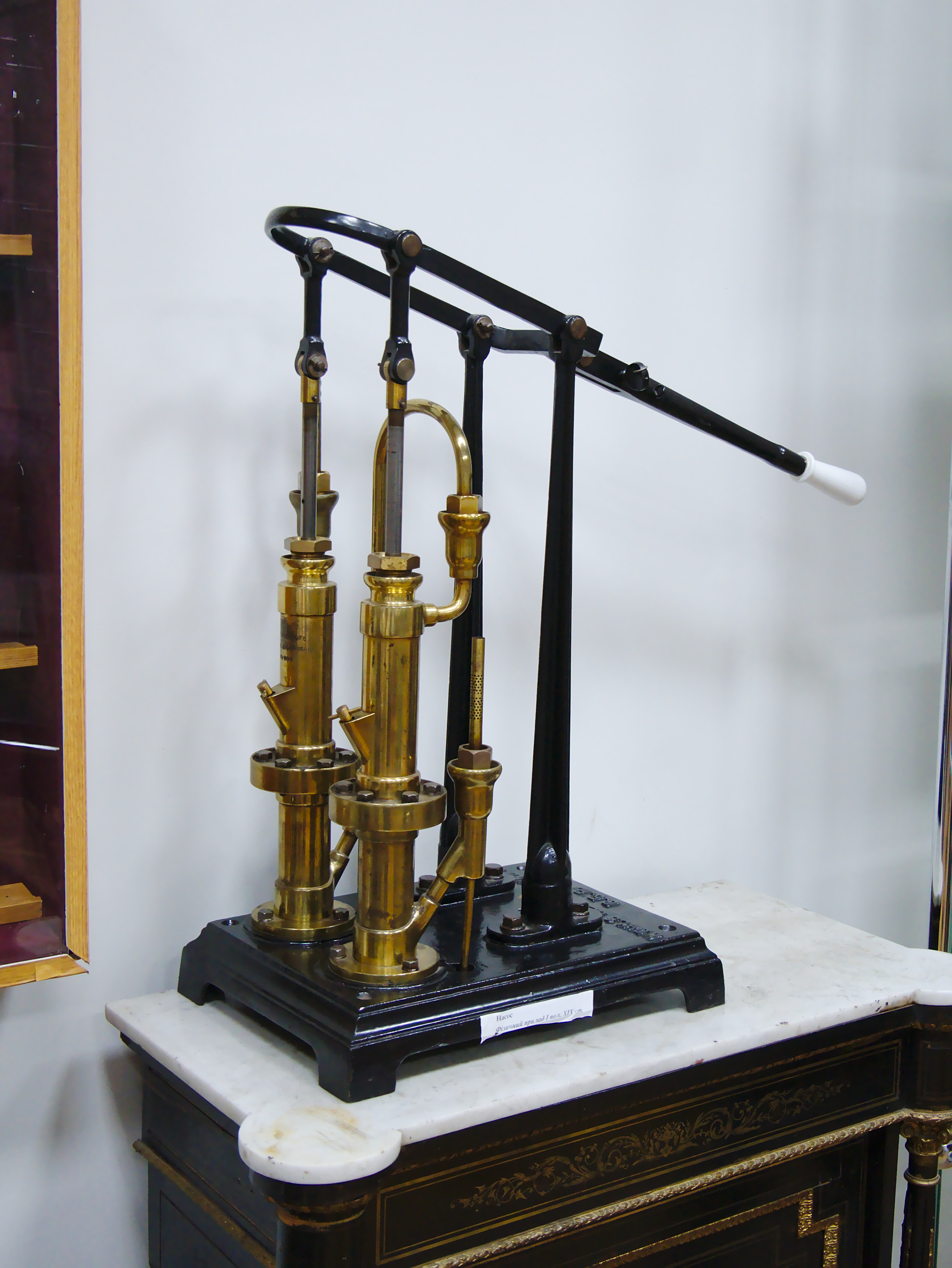
Насос — фізичний прилад 1 половини XIX ст.
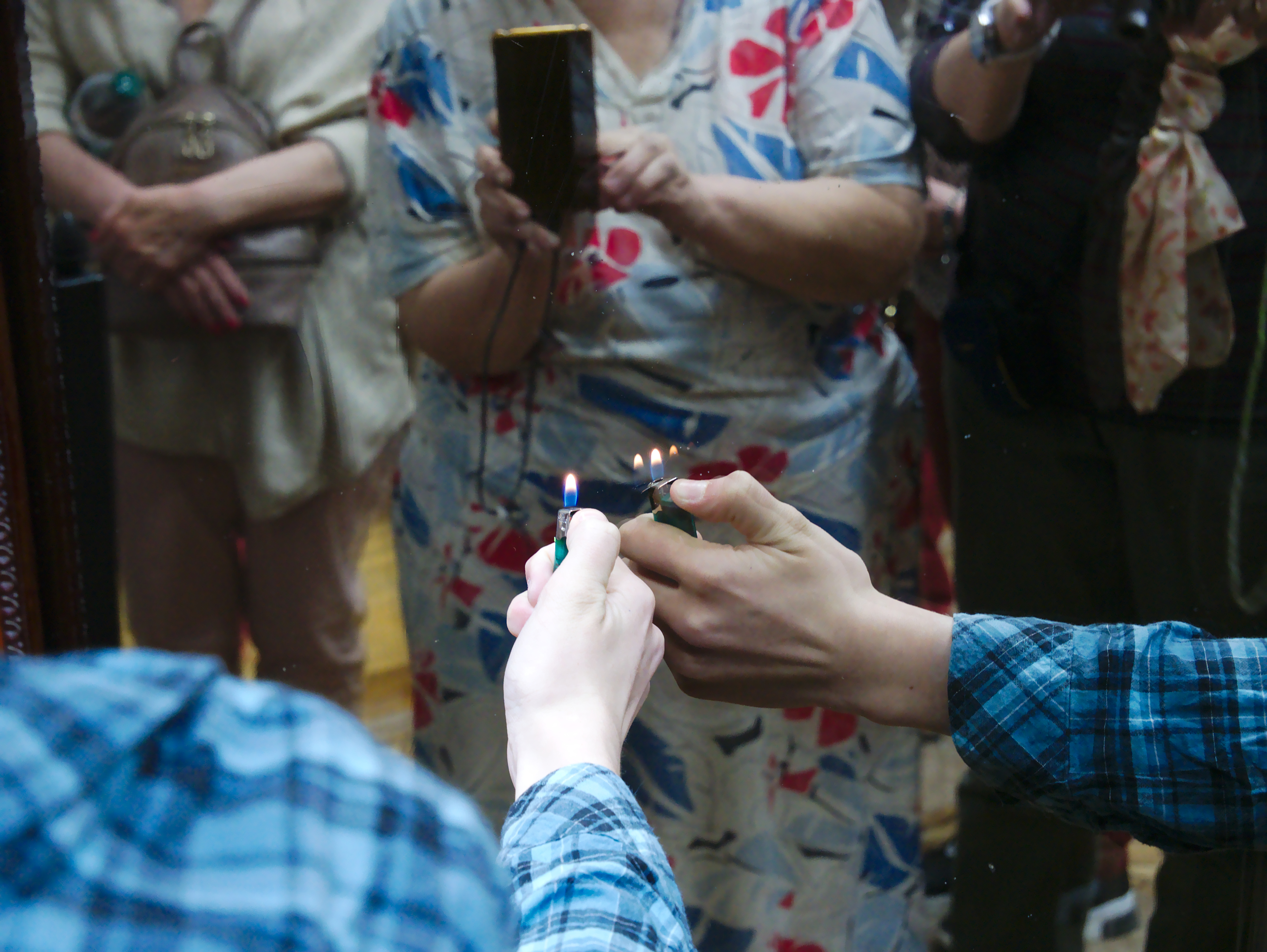
Відвідувачі оглядають старовинне дзеркало